# Condado del Pinar
El condado del Pinar es un título nobiliario español de carácter hereditario que fue concedido por el rey Felipe V el 28 de mayo de 1735 a Marcos del Hierro.

## Historia de los condes del Pinar

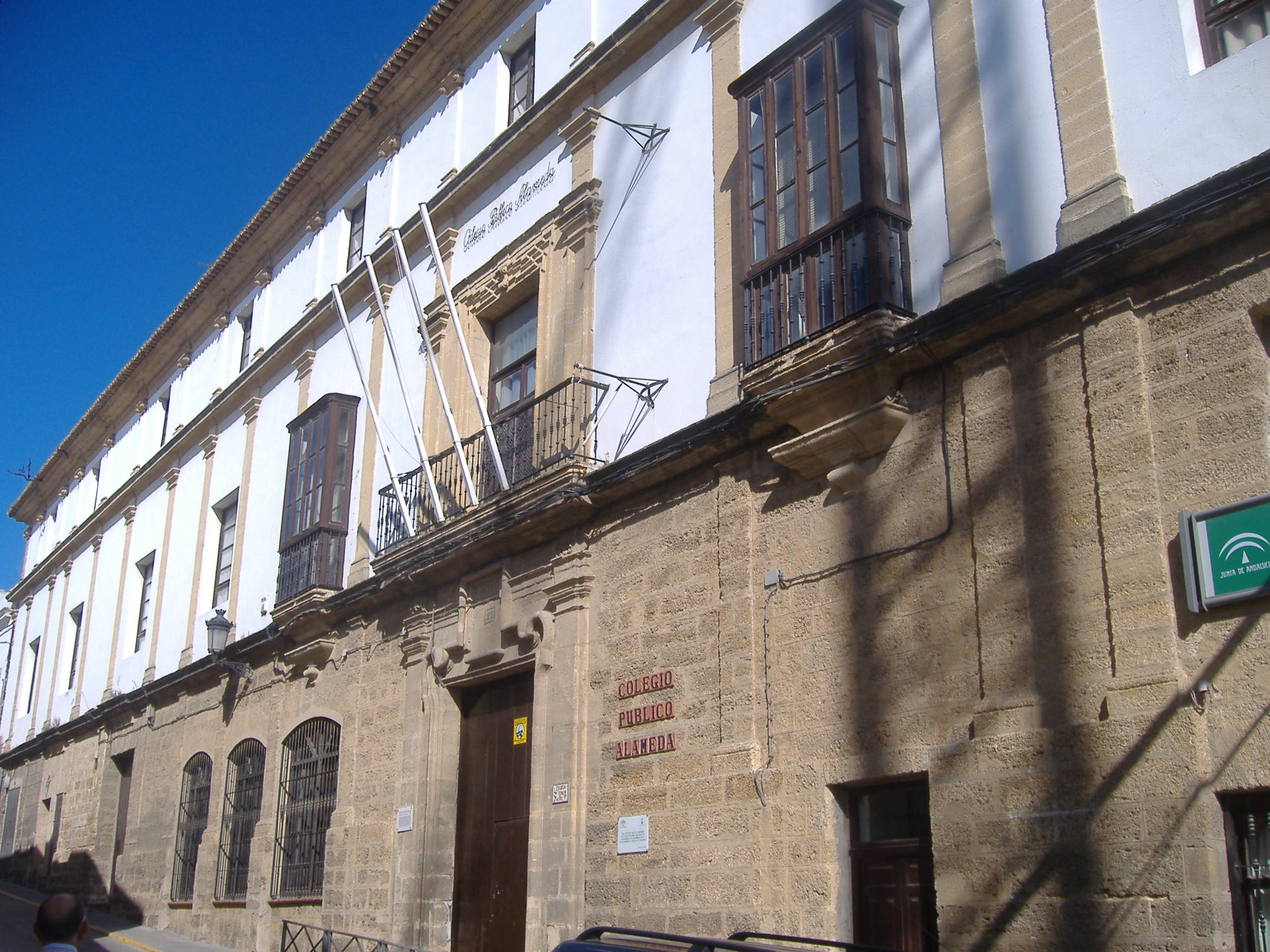
Casa-palacio del conde del Pinar en Chiclana

- Marcos del Hierro, I conde del Pinar. Nacido en Saint Maló, Francia, se estableció en Chiclana de la Frontera donde se dedicó a la exportación de galeones y flotas y donde mandó a construir la casa-palacio del conde del Pinar.[1]  Contrajo matrimonio en 1695 con Juana Blasco de Aragón.[2]  Fue padre de Juan Bautista, el primogénito, y de Marcos del Hierro y Blasco de Aragón.[2] Ambos fallecieron antes que su padre.  Juan Bautista había casado con Isabel Ruiz de Ribera y Pimentel (baut. en la catedral de México el 11 de enero de 1704) quien, al enviudar, contrajo un segundo matrimonio con Rodrigo de Torres y Morales, marqués de Matallana.[3] Una hija de Juan Sebastián, Juana Josefa del Hierro y Ruiz de Ribera fue la segunda esposa de Alonso Ramírez de Arellano y Brizuela, III marqués de Villatoya.[3]

Le sucedió su nieto, hijo de su primogénito, Juan Sebastián del Hierro, para el que había creado un mayorazgo en 1732.
- Marcos José del Hierro y Ruiz de Ribera, II conde del Pinar,[2] casado con Josefa Alós y Bru, natural de Alicante.[4]

Le sucedió su hija.
- Isabel María del Hierro y Alós, III condesa del Pinar. El 3 de agosto de 1779 contrajo matrimonio con José Antonio Mon y Velarde (Mon, 1 de septiembre de 1743-Madrid, 5 de diciembre de 1818),[2]  consejero de Castilla y de la Cámara.[4]

Le sucedió su hijo.
- Luis Fernando Mon y del Hierro (baut. en Palma de Mallorca, 13 de diciembre de 1784), IV conde del Pinar y señor de la casa del Fierro y Baños de Fuenteamarga.  Fue ministro plenipotenciario en Berlín y cónsul en Berna, brigadier de los Reales Ejércitos.  Se casó en Madrid el 29 de julio de 1823 con María Matilde de Velasco y Parada[2] (Madrid, 1790-ibídem, 1865), hija de Estanislao de Velasco y Coello y María Ventura Mercedes de Parada y camarera de la reina María Amalia de Sajonia.[5]

Le sucedió su hijo.
- Luis Gonzaga Mon y Velasco (Berlín, 1826-San Juan de Luz, 1878), V conde del Pinar[2]  y I marqués de Mon por Carlos VII en 1874.[6] Contrajo matrimonio en 1864 en Cádiz con Juana Chinchilla y Lobo (baut. Puerto de Santa María, 1829), de la casa de los marqueses de Chinchilla.[6]

Le sucedió su hija.
- Matilde Mon y Chinchilla (baut. Cádiz, 1865), VI condesa del Pinar y I condesa de Mon por merced de Carlos VII.[6]  Se casó en Venecia en 1909 con Pedro Dioda Mariotti.  Sin descendencia.

Le sucedió su hermano.
- José María Mon y Chinchilla (baut. en San Juan de Luz, 1872-Treviso, 1936) VII conde del Pinar, casado con Gilda Caroncini, sin descendencia.[7]

En 1953, rehabilitó el título:
- Carlos García Mon (Madrid, 20 de diciembre de 1914-30 de noviembre de 1999),[8] VIII conde del Pinar[9] y V marqués de Paraleja en 1981, sucediendo a su tía materna, María Luisa Mon. Soltero y sin descendencia.[8] Hijo de Carlos García Peláez (m. Madrid, 28 de julio de 1956)[10] y de María Josefa Mon y Ribera (Cádiz, 23 de julio de 1889-Madrid, 31 de octubre de 1913), hija de Luis Mon, III marqués de Peraleja y de Dolores Ribera.[11]

Le sucedió un pariente de una rama colateral, descendiente de Ángela Mon del Hierro.
- Juan Valdés y de la Colina, IX conde del Pinar [12]